# Landkreis Landsberg am Lech
Landkreis Landsberg am Lech är en Landkreis i Regierungsbezirk Oberbayern i det tyska förbundslandet Bayern.

## Geografi
Landkreis Landsberg am Lech, som är beläget i sydvästra Oberbayern, hade 114 926 invånare år 2013. Distrktet gränser i norr till Landkreis Aichach-Friedberg, i nordost till Landkreis Fürstenfeldbruck, i öster till Landkreis Starnberg, i söder till Landkreis Weilheim-Schongau, i väster till Landkreis Ostallgäu och i nordväst till Landkreis Augsburg.